# Дулебы (западнославянское племя)

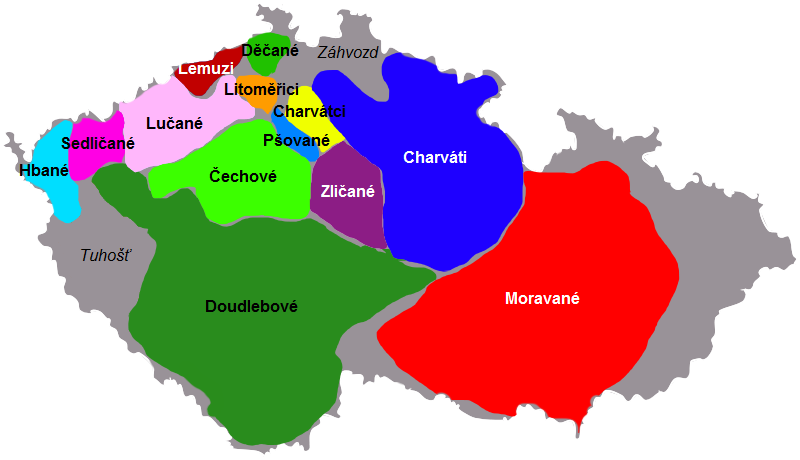
Дулебы и другие племена на карте современной Чехии

Дулебы, Дудлебы — западнославянское племя, жившее в IX веке в верхней части бассейна Влтавы, рядом с городом Дудлебы. У Аль-Масуди упоминаются как Дулабе.
Дулебы считаются чешским племенем, как и пшоване, зличане, литомеричи, лучане, седличане, дечане и лемузы.
Их соседями были племена: мораване, чешские хорваты, зличане и чехи. Город Доудлебы в Южной Чехии упоминается Козьмой Пражским среди земель князя Славника. При князе Славнике дулебы приняли католическую веру и постепенно растворились в чешском народе. Спорным среди историков остаётся вопрос появления племени дулебов в Чехии и племени дулебов на Волыни.
Название дулебов является одним из старейших славянских названий, наравне с сербами и хорватами. По мнению Кристофера Фокта, вполне вероятно, что они не возникли в различных регионах независимо друг от друга, а их расселение является следствием миграций и этногенеза